# Brachyglossina mauritanica
Brachyglossina mauritanica là một loài bướm đêm trong họ Geometridae.